# Haugvikbåden
Haugvikbåden er en båd, der blev fundet i en mose i Haugvik i Sømna kommune i Nordland i Norge. Ved en kulstof 14-datering udført i 2006 fastslog forskere, at båden er mindst 2500 år gammel og en af de ældste i Norge.

## Fundet
Moseområdet ligger mellem to lave bjergrygge syd for Haugvik omkring 300 m fra kysten. Mosen ligger 10-12 m over havet, men da båden blev bygget omkring 500 f.Kr. var havet op mod 11,5 m højere, og området har været tæt på havet.
I 1920'erne fandt man rester af en båd under udgravninger til dræningsgrøfter. Fundene blev taget op og lagt på jorden, hvor de blev liggende til 1943. Der blev gjort et andet fund i 1931, hvor Ole Haugvik fandt bådrester, der lå direkte på sandbunden i mosen. Haugvik indsmurte delene i tjære for at forhindre dem i at rådne yderligere.
I juli 1941 kom lærer Johannes Dahl fra Bindal til fundstedet og besigtigede de bevarede dele for at tage dem med til Videnskapsselskapets museum i Trondheim. Han fik den bedst bevarede planke savet i to, muligvis for at gøre den nemmere at transportere. Der blev først udført en videre undersøgelse af fundstedet i september 2006, hvor Vitenskapsmuseet foretog en arkæologisk udgravning, dog uden at gøre yderligere fund.

## Haugvikbåden
Ved kulstof 14-datering fastslog man i 2006, at båden var mellem 2500 og 2800 år gammel, hvorved den er den ældste plankebyggede båd fundet i Norge. Prøverne gav to forskellige resultater idet den første gav 840-540 f.Kr og den anden 780-420 f.Kr.
Der er bevaret to dele af planker med gennemgående trænagler, samt fire meget nedbrudte træstykker, der sandsynligvis stammer fra spanterne. Det er fremstillet af fyrretræ, med undtagelse af trænaglerne, som er af selje-pil eller bævreasp. Planken, som blev savet over, er 2,05 m lang og 0,23 m bred, med en tykkelse på mellem 1,5 og 1,8 cm.
Fundet viser, at man allerede i yngre bronzealder har haft en højt udviklet tømrerteknik og har kunnet fremstille større både. Det bekræfter de mange afbildninger af både, som findes på helleristninger i hele Skandinavien.